# Вороновский сельсовет (Витебская область)
Вороновский сельсовет — административная единица на территории Витебского района Витебской области Белоруссии. Административный центр — агрогородок Вороны.

## Состав
Вороновский сельсовет включает 13 населённых пунктов:
- Берники — деревня
- Вороны — агрогородок
- Дрюково — деревня
- Ерёмино — деревня
- Ковалёво — деревня
- Лучиновка — деревня
- Обухово — деревня
- Остряне — деревня
- Поддубье — деревня
- Поляи — деревня
- Пушкари — деревня
- Ранино — деревня
- Тишково — деревня